# Споменик природе Церово стабло у Доњем Петричу
Споменик природе „Церово стабло у Доњем Петричу“, насељеном месту на територији општине Клина, на Косову и Метохији, представља споменик природе од 1985. године. Стабло цера је у непосредној близини магистралног пута Приштина - Пећ.

## Решење - акт о оснивању
Решење о заштити церовог стабла у Доњем Петричу број 01-352-9 - СО Клина. Службени лист САПК бр. 17/85.